# 森蒂納爾嶺
森蒂纳尔岭（英語：Sentinel Range）是位于明尼苏达冰川北部的主要山脉，是南极洲埃尔斯沃思山脉的北半部。范围是北北西-南南东向约185公里（115英里），宽24至48公里（15至30英里）。许多山峰海拔超过4000米（13100英尺），山脉南部的文森山（4892米）是南极大陆上海拔最高点。
森蒂纳尔岭包括一个主山脊（南部为文森山），东侧有许多不同的高地、山脊和山脉，包括（从南到北）佩特瓦尔高地、多伊兰高地、韦雷加瓦岭、弗劳厄斯山、苏利文高地、巴恩斯岭、马格莱尼克高地、普罗布达岭、班格伊高地，索斯特拉高地和格罗姆欣高地。它的西南面被尼米兹冰川与巴斯蒂安山脉隔开，南面被赫里蒂奇岭与明尼苏达冰川隔开。
1935年11月23日，美国探险家林肯·埃尔斯沃思首次从空中看到并拍摄了该范围，并将该范围的突出地位命名，将其视为原本毫无特色的冰面上的地标。1958年1月，在查尔斯·本特利率领的森蒂纳尔岭穿越期间，首次访问了该山脉并进行了部分勘测。美国地质调查局随后根据美国海军1958-61年拍摄的航空影像绘制了整个范围。

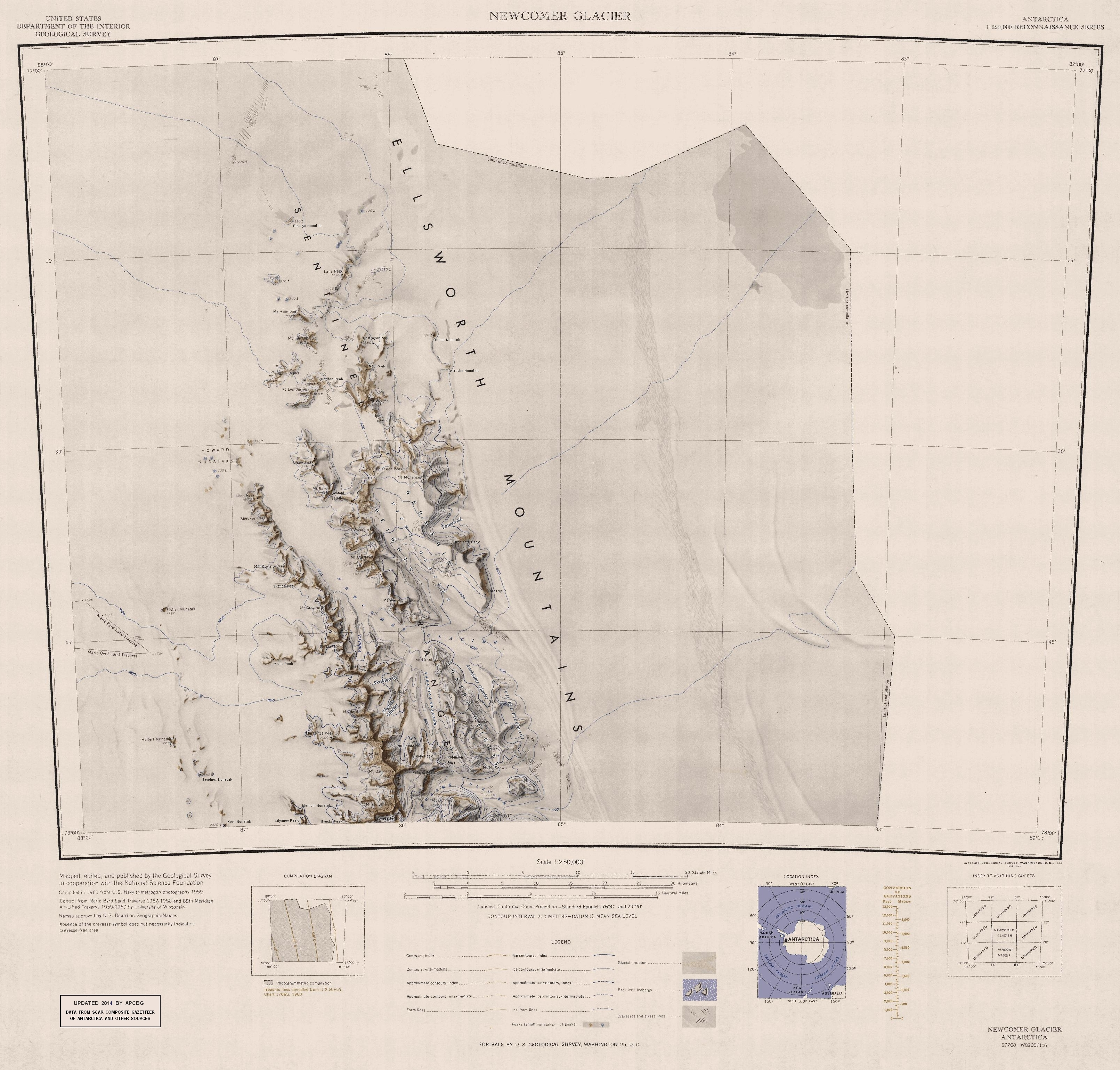
美国地质调查局绘制的森蒂纳尔岭北部地图
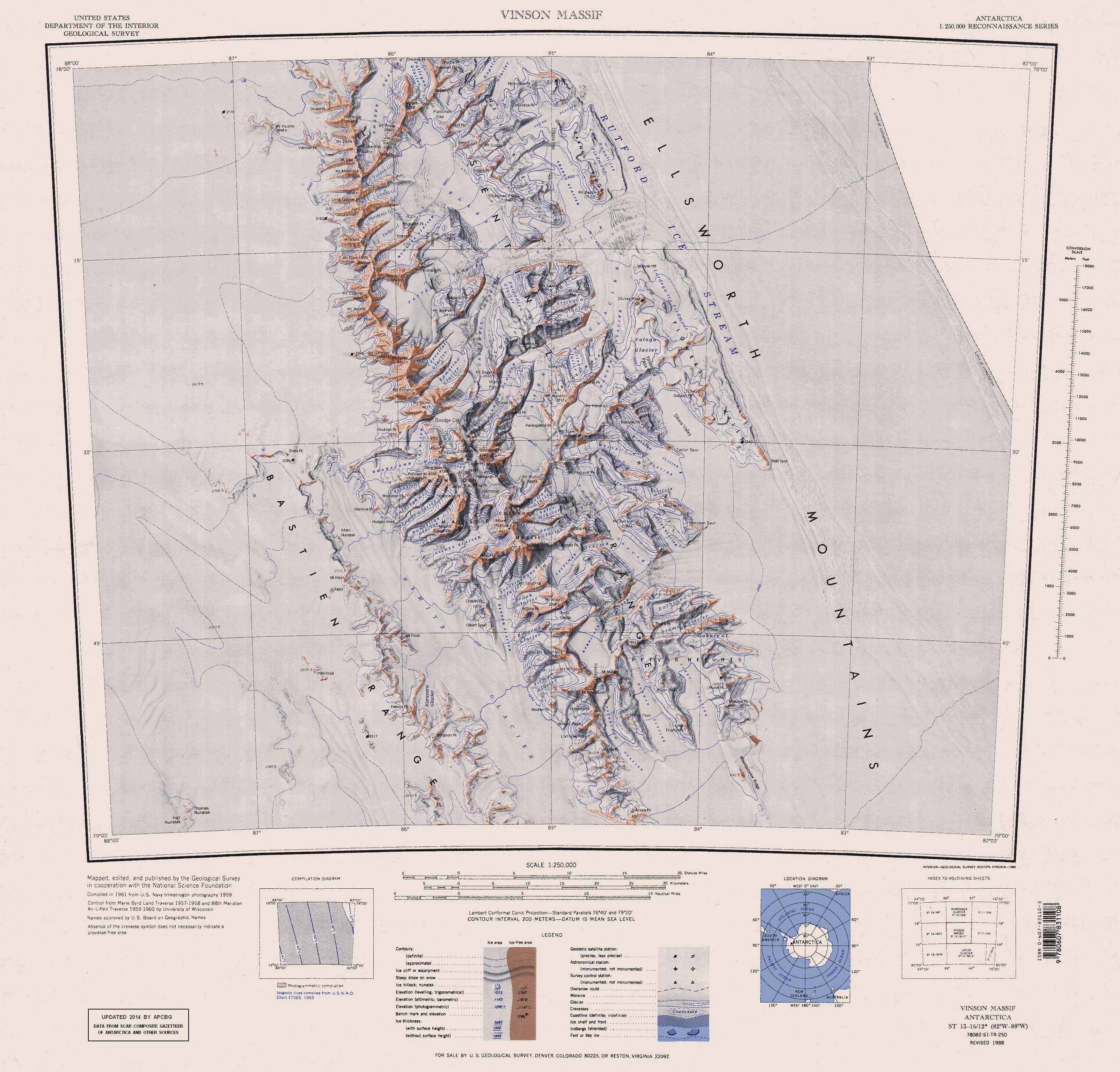
美国地质调查局绘制的森蒂纳尔岭中南部地图